# Viaggio in una stella
Viaggio in una stella (Voyage autour d'une etoile) è un film cortometraggio del 1906, diretto da Gaston Velle.

## Trama
Un astronomo tenta di raggiungere una stella creando una grande bolla d'aria in grado di contenerlo. Raggiunto l'astro viene accolto dalla regina del luogo e dalle sue ancelle. Tuttavia la collera di Giove lo fa precipitare di nuovo sulla Terra.